# Metr przestrzenny

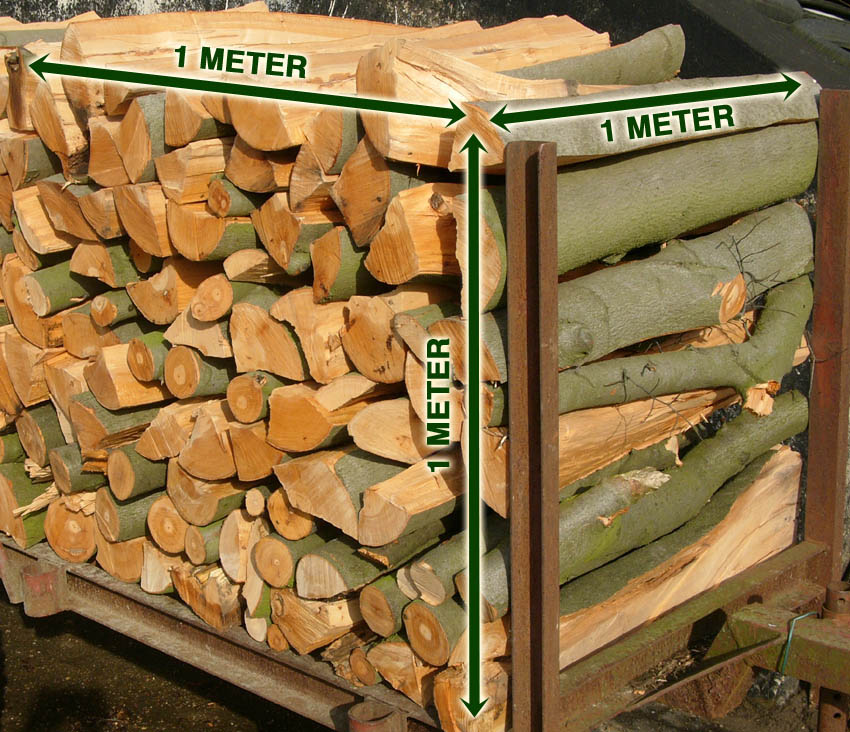
definicja metra przestrzennego

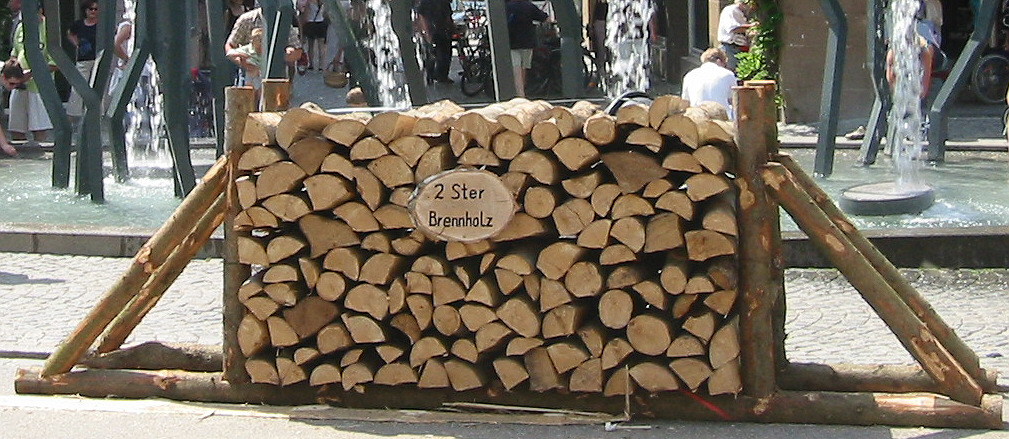
drewno w stosie
2 metry przestrzenne

Metr przestrzenny, ster (z gr. στερεός „twardy, stały, sztywny, przestrzenny”) – miara objętości (jednostka pomocnicza) stosowana przy szacowaniu przestrzeni potrzebnej do transportu towarów. 

## Definicja
W leśnictwie stosunkowo ściśle związana z kubikiem: w jednym metrze przestrzennym drewna (w postaci kloców przeznaczonych na opał lub do papierni) znajduje się zazwyczaj około 0,65 kubika drewna, to znaczy 0,65 metra sześciennego tego surowca. U gatunków mających cienką korę buk, grab, jodła i świerk przelicznik ten wynosi 0,7 (wartości tych przeliczników dla różnych grup drewna i długości kłód znajdują się w tabelach opublikowanych w normach). We Francji i w Niemczech miara ta nosiła nazwę odpowiednio stère i Ster.
Metr przestrzenny w odniesieniu do innych towarów ściśle zależy od ich właściwości, opakowania, sposobu składowania/transportowania itp. W szczególności na przykład metr przestrzenny mebli (w meblarstwie miara ta dosyć często jest również stosowana) ma całkiem inną masę i charakter wówczas, kiedy meble są przechowywane lub transportowane w częściach, a inną – gdy są już poskładane w całość.
Symbol jednostki metra przestrzennego to st albo m³(st). Mimo spójności z metrem jednostka st nie została uwzględniona w układzie SI.